# Пащенко Володимир Михайлович
Володи́мир Миха́йлович Па́щенко (художній псевдонім Володей Паска,15 вересня 1950) — український науковець-географ і наукознавець, письменник і видавець, художник, доктор географічних наук (1992), професор (2002).

### Діяльність
Ландшафтознавчі результати: примирення індивідуального, типологічного та загального понять ландшафту як рівноцінних і взаємодоповнюючих, відповідних ландшафтним властивостям індивідуальності, типологічності й загальності; встановлення наявності множини ландшафтних властивостей різних рангів; виявлення міжрангових співвідношень ландшафтних властивостей різної впливової дієвості; наголошення на багатшій різноманітності степових ЛК України, справжньостепових, північних і південних із чорноземами відповідно звичайними й південними, та сухостепових на темнокаштанових ґрунтах.
Загальні природознавчі  результати: напрацювання реалогічної метатеорії взаємосутніх складників сучасного макросвіту, зокрема геореалів, ландшафтоутворюючих і комплексних ландшафтних, природних і змінених, матеріальних та ідеальних, в тому числі знаннєвих (гносеореалів); космореалів — планетореалів, планет земної групи та інших планет Сонячної системи; інших космореалів близького й далекого оточення Землі.
Наукознавчі результати: напрацювання міждисциплінарного методологічного і прикладного науково-редагувальницького змісту нової галузі науки про науку, атрибутивного наукознавства, з розглядом множин 12-и функціональних груп атрибутів науки та двох вербальних наукових субмов, об'єктно-сутнісної і предметно-знаннєвої, які складають усі наукові, пізнавальні та освітні змісти.
Головний дослідницький здобуток В. М. Пащенка — наукознавчий. Науковець усвідомив потребу та можливість виокремлення і забезпечив первинне становлення нової галузі науки про науку — атрибутивного наукознавства (англійською attributive science studies або attributive science of science, поняття і терміносполучення В. М. Пащенка). Для цього він здійснив належні сутнісні та науково-методологічні обґрунтування, сформулював означення та побудував класифікацію дієвості різних атрибутів науки, вирізнив принципово відмінні, але взаємодоповнюючі об'єктно-сутнісну та предметно-знаннєву субмови вербальної наукової мови, виконав пізнавально-конструктивні наповнення змістів і реалізував прикладне утвердження нової галузі досліджень. Напрацьовані та опубліковані ним змісти атрибутивного наукознавства такі: теоретико-методологічний (архітектоніка галузі); дієво-функціональний дослідницький — раціонально чинний і новітньо-пошуковий (спектр і взаємодія складників галузі); прикладний — коригувальний означувально-сутнісний і термінознавчий (редагувально-оптимізуючий потенціал нової галузі). До фундаментальних узагальнень монографії «Атрибутивне наукознавство», 2020 (див. нижче перелік наукових видань) автор ішов 45 років, від найпростіших науково-атрибутивних ідей і положень, усвідомлених ще аспірантом.
Основний науково-пізнавальний зміст атрибутивного наукознавства відображено через систематизацію та сутнісні представлення щонайменше семи десятків атрибутів науки, через розкриття дванадцяти спектрів дослідницької дієвості різних груп атрибутів науки у їхньому взаємодоповненні та взаємодії, від вихідних і головних атрибутів до прикладних. Для кожної групи розкрито потенційно результативні співвідношення споріднених атрибутів науки і взаємодію знань про них, яку може реалізувати дослідник. Із наукознавчим осмисленням дієвої ролі атрибутів науки й пізнання дослідники стають продуктивнішими, пізнавальний пошук  – евристичнішим для наукового поступу та оптимізації інформаційності наукових і освітніх знань. Потреба наукознавчо обґрунтованого виправлення набутих знань однаково характерна для різних наук і напрямів наукового пізнання, що реалізуються у різних етномовних середовищах. Досвід видання двох десятків національних атласів країн світу, використаний для «Національного атласу України», свідчить, що поширення наукових кривоозначень у світі повсюдне, а з ним — неминучим є неточне донесення наукових знань у різних країнах та етнічних мовах. Приклади виправлення знань: забруднюючи не екологію (науку), а своє довкілля, маємо не екологічні, а екосередовищні ситуації; потепління — об'єкт не кліматичних, а кліматологічних студій; батьки не біологічні, а кровні, рідні; карти ґрунтів або ґрунтознавчі, а не ґрунтові; взаємодії реалій синергічні, а наукові трактування їх — синергетичні.
У прикладній частині напрацювання атрибутивно-наукознавчо обґрунтована наявність змістово відмінних і вичерпних у взаємодоповненні об'єктно-сутнісної та предметно-знаннєвої субмов вербальної наукової мови. За належністю знань про атрибути науки до однієї з двох вербальних наукових субмов узагальнено змістові риси кожної субмови й рефлексійно кореговано належні їм тексти — виправленнями численних наукових термінів і понять різних наук, уточненнями трактувань та означень досліджуваних сутностей. Прикладні атрибутивно-наукознавчі узагальнення і типові коректні понятійно-термінологічні та змістові виправлення текстів є інваріантними щодо різних напрямів пізнання, різних етнічних мов і непідконтрольними філологам і мовознавцям. Приклади корекцій змістів: не геологічна (наукова) будова земної кори, а будова надр; не демографічний розвиток регіону, а демопопуляційний; сітями ловлять не промислові види риб, а рибу промислових видів.
Атрибутивне наукознавство, конструктивне й евристичне своїм змістом та оптимізуюче численними виправленнями двох субмов вербальної наукової мови, — це пріоритетне у світі нове дослідницьке напрацювання українського науковця, теоретика і методолога науки та письменника, чутливого до змісту слова. Прикладну частину напрацювання (монографію 2017 р. «Вербальні наукові субмови. Атрибутивне наукознавство», див. нижче перелік) директор Інституту української мови НАНУ П. Ю. Гриценко на засіданні вченої ради Інституту назвав настільною книжкою кожного філолога. Професор журналістики І. Л. Михайлин відзначив «необхідність розвитку атрибутивного наукознавства та запровадження його вивчення в університети України і світу» (монографії В. М. Пащенка 2017 і 2020 рр.).
Київський письменник Дмитро Пилипчук так відгукнувся на монографію автора 2017 року (15.02.2022, машинопис): «Тарас Шевченко колись кинув докір українцям: ‘‘Якби ви вчились так, як треба, то й мудрість би була своя’’. Ніхто довго не міг відповісти на запитання, а як же треба вчитися. Напрочуд змістовна й надважлива монографія Володимира Пащенка ‘‘Вербальні наукові субмови. Атрибутивне наукознавство’’ — унікальна відповідь на те, як треба вчитися, щоб навчитись мислити, висловлюватись і писати раціонально, точною науковою мовою. В цій книзі майже кожну тезу, кожний абзац можна розгорнути в наукову монографію чи філософський трактат, і з огляду на когнітивну потугу цієї книги на 95 сторінок вона становить уже не лише національну, а й транскордонну цінність».
Народний депутат Л. М. Гриневич порадила шукати національний авторитет для підтримки напрацьованого наукознавчого здобутку в Україні та світі.
Атрибутивно-наукознавчим обґрунтуванням складних виправлень наукових і освітніх текстів і змістів не обмежується прикладний конструктив цього набутку. Досвід показав, що навіть математикам із формалізованим мисленням потрібне з'ясування відмін об'єкта — і класифіікаційного образу його, предмета пізнання.
Монографія автора «Атрибутивне наукознавство» (2020, 336 с.) подає понад 70 атрибутів науки у їхніх взаємодіях і функціональних сутнісних співвіднесеннях. Показано, що вся різноманітність науково-пізнавальних і пояснюючих змістів є поєднаннями об'єктно-сутнісної і предметно-знаннєвої вербальних наукових субмов. Методологічний зміст книжки розкриває дієві механізми наукових пізнань і міжгалузевих інтеграцій. Президент НАПН України В. Г. Кремень відзначив наукове і націєтворче значення напрацювань автора, слушних для науковців та освітян країни і світу.

## Життєпис
Народився 15 вересня 1950 року в селі Мала Дівиця Прилуцького району на Чернігівщині в родині фахівців-аграріїв. Середню школу закінчив із золотою медаллю (1967), із відзнакою — географічний факультет Київського університету ім. Т. Г. Шевченка (1972) за спеціальністю геоморфологія; у 1977 р. — аспірантуру Сектору географії Академії наук України за спеціальністю фізична географія, геофізика і геохімія ландшафтів.
Кандидатську дисертацію «Генетичний аналіз геокомплексів Українського Приазов'я» захистив у 1979 р. (науковий керівник О. М. Маринич); докторську — «Методологічні проблеми ландшафтознавчого аналізу і синтезу» — в 1992 р. На формування пізнавальних спроможностей науковця визначально вплинуло спілкування з дослідниками І. М. Рослим, К. І. Геренчуком, Л. І. Воропай.
Працював у польових експедиціях на Камчатці, в Забайкаллі, Чувашії, на Мещорі, в Білорусі та в Україні. Ландшафтознавець-польовик, теоретик географії, методолог науки, наукознавець.
У 1977—2000 рр. молодший, старший, провідний, у 2000—2007 рр. головний науковий співробітник установи, яка тепер є Інститутом географії НАН України.
У 1999—2013 рр. — голова Київського відділу Українського географічного товариства, засновник і головний редактор «Київського географічного щорічника» та "Супутника «Київського географічного щорічника».
У 2008—2014 рр. — професор кафедри земельного кадастру Національного університету біоресурсів і природокористування України (НУБіП України).
Співавтор середньомасштабних карт ландшафтів України і карти фізико-географічного районування території України. Автор карт ландшафтів окремих регіонів України. Наголосив на більшій різноманітності українських степових ландшафтів. Вони належать природній зоні справжніх степів із підзонами справжніх північних степів на звичайних чорноземах і справжніх південних степів на південних чорноземах і природній зоні сухих степів на темнокаштанових ґрунтах і каштанових солонцях.
Тривалий час — член експертної ради з географічних наук ВАК України, дві каденції — заступник голови експертної ради. Був керівником та виконавцем ландшафтознавчих і міжгалузевих природознавчих дослідницьких тем. Підготував одного доктора і десять кандидатів географічних наук за спеціальностями фізична географія, геофізика і геохімія ландшафтів та конструктивна географія і раціональне використання природних ресурсів.
Російський природознавець А. Г. Ісаченко назвав В. М. Пащенка одним із чотирьох науковців післявоєнного покоління (другої половини ХХ ст.) на пострадянському просторі, хто найбільше сприяв синтезу географії.
Із 2013 — почесний член Українського географічного товариства.
Із 2014 — на творчій роботі.
Літературні й наукознавчі напрацювання В. М. Пащенка відзначив академік М. Г. Жулинський у публікації «Жулинський М. Г. Потужний філософський заряд, помножений на стереоскопічне бачення світу // Українська літературна газета. 2023, 28 лют.»

## Автор наукових праць, навчальних посібників і підручника, біографічне видання
Автор двох десятків монографічних видань, із них 18 одноосібних, в тому числі двох видань навчального посібника й підручника для вишів: Маринич А. М., Пащенко В. М., Шищенко П. Г. Природа Украинской ССР. Ландшафты и физико-географическое районирование. — К.: Наукова думка, 1985. — 224 с.
Пащенко В. М. Теоретические проблемы ландшафтоведения. — К.: Наукова думка, 1993. — 284 с.
Пащенко В. М. Методологія постнекласичного ландшафтознавства. — К.: Б. в., 1999. — 284 с.
Пащенко В. М. Землезнання. Методологія природничо-географічних наук. — К.: Б. в., 2000. — 320 с.
Пащенко Володимир. Державницький світогляд оріянського українства. Духовний спадок Евгена Мурави (Незгая Козорога). Видання друге, доповнене // Українські достойники. Незгай Козоріг (Евген Мурава). Струмина Життя (Думки з узбережжя). — К.: НАН України, 2002. — С. VII--LXXI.
Пащенко В. М. Екоеволюція від сталого розвитку. — Супутник «Київського географічного щорічника». Випуск 5. — К.: Обрії, 2005. — 112 с.
Ніколаєнко Д. В., Пащенко В. М., Трюхан М. О. та ін. Острів Зміїний. Природа і люди. Наук. ред. В. М. Пащенко. — К.: НДІГК, 2008. — 304 с.
Пащенко В. М. Острів Зміїний. Природа, мешканці, землеустрій. — К.: Б. в., 2008. — 144 с. (Серія «Геодезія, картографія, кадастр»).
Пащенко В. М. Методологія і методи наукових досліджень. Навч. посібник. — Ніжин: Аспект-Поліграф, 2009. — 224 с.
Пащенко В. М. Українське Подунав'я. Природа. Мешканці. Екоеволюція регіону. — К.: Б. в., 2009. — 160 с. (Серія «Геодезія, картографія, кадастр»).
Пащенко В. М. Методологія і методи наукових досліджень. Навч. посібник. Друге видання, доповнене. — Ніжин: Аспект-Поліграф, 2010. — 240 с.
Пащенко В. М. Методологія і методи наукових досліджень. Підручник. — Ніжин: Аспект-Поліграф, 2011. — 256 с.
Пащенко В. М. Кадастрування земель. Нариси історії. Теорія. Методологія. — Ніжин: Аспект-Поліграф, 2012. — 352 с. (Серія «Геодезія, картографія, кадастр».)
Пащенко В. М. Наукознавчі обгрунтування змістових виправлень текстів. — К.: Б. в., 2015. — 40 с.
Пащенко В. М. Смислові обгрунтування змістових виправлень текстів. Атрибутивне наукознавство. — К.: МАПА, 2015. — 64 с.
Пащенко Володимир. Вербальні наукові субмови. Атрибутивне наукознавство. — К.: Український пріоритет, 2017. — 96 с.
Пащенко Володимир. Українські достойники. Філософ Григорій Неволько. Сковорода межі тисячоліть. — К.: МАПА, 2018. — 48 с.
Пащенко В. М. Атрибутивне наукознавство. — К.: ФОП Маслаков, 2020. — 336 с.
Пащенко Володимир. Державницький світогляд оріянського українства. Духовний спадок Евгена Мурави (Незгая Козорога). Видання третє, доповнене // Українські достойники. Незгай Козоріг (Евген Мурава). Струмина Життя (Думки з узбережжя). — К.: Український письменник, 2021. — С. VII--XCIII.
Пащенко Володимир. Катарсис. Очищення просторів, мислень, текстів // Володей Паска. Ословлене. — К.: Український письменник, 2022. — С. 4--8.
Пащенко В. М. Непідвладне й кероване в наукових знаннях і вербальній науковій мові // Вісник Національної академії наук України. — 2024, № 3, с. 92--101.
Пащенко Володимир. Українські достойники. Письменник і лексикограф Віталій Левун. Нарис патріотичного подвижництва. — К.: Український письменник, 2024. — 52 с. Іл.
Художня творчість
Володіє художнім словом, поетичним і прозово-поетичним. У поезії тяжіє до вагомого змістовно викінченого рядка прозорого легко вимовного звукопису та густого, ємного, образно й філософськи наповненого ліричного письма.
Важливу підтримку своєї поетичної творчості отримав від Олеся Гончара (1988). Через 20 років після відходу класика, у квітні-2016, український вчений-філолог і літературознавець, директор Інституту світової літератури АН СРСР (1975—1977) Юрій Барабаш несподівано повідомив: «Про Володимира Пащенка я колись, у 80-х, почув од Олеся Терентійовича Гончара, котрий, як відомо, не був байдужий до таврійського краю. І то почув у цікавому контексті: я розповідав йому про знайомство з одним із нащадків роду Фальц-Фейнів, який жив тоді, здається, … в Ліхтенштейні…, а він мені — про примітну, як він сказав, постать ученого і поета Володимира Пащенка» (В.Пащенко. Уява — і ява. Поезії. Передслово Юрія Барабаша. 2017, 2018). Від того містичного поєднання прізвищ майбутніх героя та автора у 80-х (88-му?) до авторового задуму «Степових орлів», твору про Фальц-Фейнів, було ще 12 років, а до звістки про ту майже містику — 28…
Має низку поетичних видань, збірок віршів і окремих поем (див. перелік нижче).
Літературний критик Євген Баран писав: «Безперечно, в особі Володимира Пащенка маємо хрестоматійного автора. Такі автори, а їх направду не дуже багато, — є знахідкою для шкільного знайомства з традиційним руслом української поезії, добротно прочутої і мовно наповненої, пластичної і мелодійної» («Українська літературна газета», 11 вересня 2015). Літературознавець Володимир Брюгген зауважив «Можливості В.Пащенка в сфері парадоксального думання, зближення різнорідного, зіставлення контрастного, вияву несподіваних з'єднувальних ланок у концептуально-образному мисленні…» — та «змістовну лаконічність автора» («ХАРКІВ LIT», № 4' 2016).
У 1999 році прийнятий до Національної спілки письменників України. За багатопланову поему про рід Фальц-Фейнів «Степові орли понадальпійські» відзначений літературною премією імені Миколи Куліша (2013). Започаткував і здійснює серію українознавчих історико-біографічних видань «Українські достойники» і географічно-краєзнавчу серію видань «Рідні місця українців». З ініціативи відомого україніста, старійшини українських літературознавців П. П. Кононенка збірки В.Пащенка «Височина. Поеми» та «Уява — і ява. Поезії» були висунуті на здобуття Шевченківської премії — 2020 у галузі літератури.
Із 2015 — художник-аматор: картина «Собор» експонується в Музеї Олеся Гончара (Київ, КНУ ім. Т.Шевченка); картина «Калина» — в Меморіальному музеї Катерини Білокур у с. Богданівка, Київська область; картина «Палац у Білорічиці» — в Прилуцькому краєзнавчому музеї ім. В. І. Маслова.

## Поетичні збірки та поеми
- «Соколинь». Вірші. — К.: Дніпро, 1996. — 160 с.[4]
- «Пелюстка Всесвіту». Вірші та поема. — К.: Дніпро, 1997. — 240 с.
- «Хрестоцвіт». Вірші та поеми. — К.: Б. в., 2000. — 240 с.
- «Козачка». Поема. — К.: Бібліотека українця, 2001. — 32 с.
- «Бабуся Варка». Поема. — К.: Бібліотека українця, 2002. — 84 с.
- «Незгай Козоріг». Поема. // Українські достойники. Незгай Козоріг (Евген Мурава). Струмина Життя (Думки з узбережжя). — К.: НАН України, 2002. — С. 485—503.
- «Українські достойники. Степові орли понадальпійські». Поема. — К.: НАН України, 2002. — 144 с.
- «Осоння». Вірші та поема. — Ніжин: Аспект-Поліграф, 2006. — 160 с.
- "Козачка. — Ніжин: Аспект-Поліграф, 2008. — 48 с.
- «Земні принади». Вірші та поема / Вступна стаття Володимира Коломійця. — Ніжин: Аспект-Поліграф, 2010. — 184 с.
- «Українські достойники. Степові орли понадальпійські». Поема. Видання друге. — Ніжин: Аспект-Поліграф, 2012. — 176 с., 188 іл.
- «Українські достойники. Степові орли понадальпійські». Поема. Видання третє, випр. і доповн. — К.: МАПА, 2014. — 176 с., 188 іл.
- «Соколинь. Вибрані вірші». К.: Основа, 2015. — 464 с.
- «Височина. Поеми». — К.: Основа, 2015. — 257 с.
- «Уява — і ява. Поезія». / Передслово Юрія Барабаша. — К.: Український пріоритет, 2017. — 160 с.
- «Уява — і ява. Поезії». / Передслово Юрія Барабаша. Друге видання, доповнене. — К.: Український пріоритет, 2018. — 256 с.
- Незгай Козоріг. Поема. Видання третє, доповнене // Українські достойники. Незгай Козоріг (Евген Мурава). Струмина Життя (Думки з узбережжя). — К.: Український письменник, 2021. — С. 493—513.
- «Негошіана: Поема і повість». Художник Володей (В. М. Пащенко). К.: ФОП Маслаков, 2021. — 160 с.: 135 кольорових ілюстрацій, репродукцій із картин автора.
- Володей Паска (В. М. Пащенко). Ословлене. — К.: Український письменник, 2022. — 320 с.: 8 кольорових ілюстрацій, репродукцій із картин автора.
- Володей Паска. Степові медитації. Поезії, поема (віршований роман) / Передслово Юрія Барабаша. — К.: Український письменник, 2023. — 304 с.: 4 кольорових ілюстрації, репродукції з картин автора.